# 아시안 사이언스 캠프

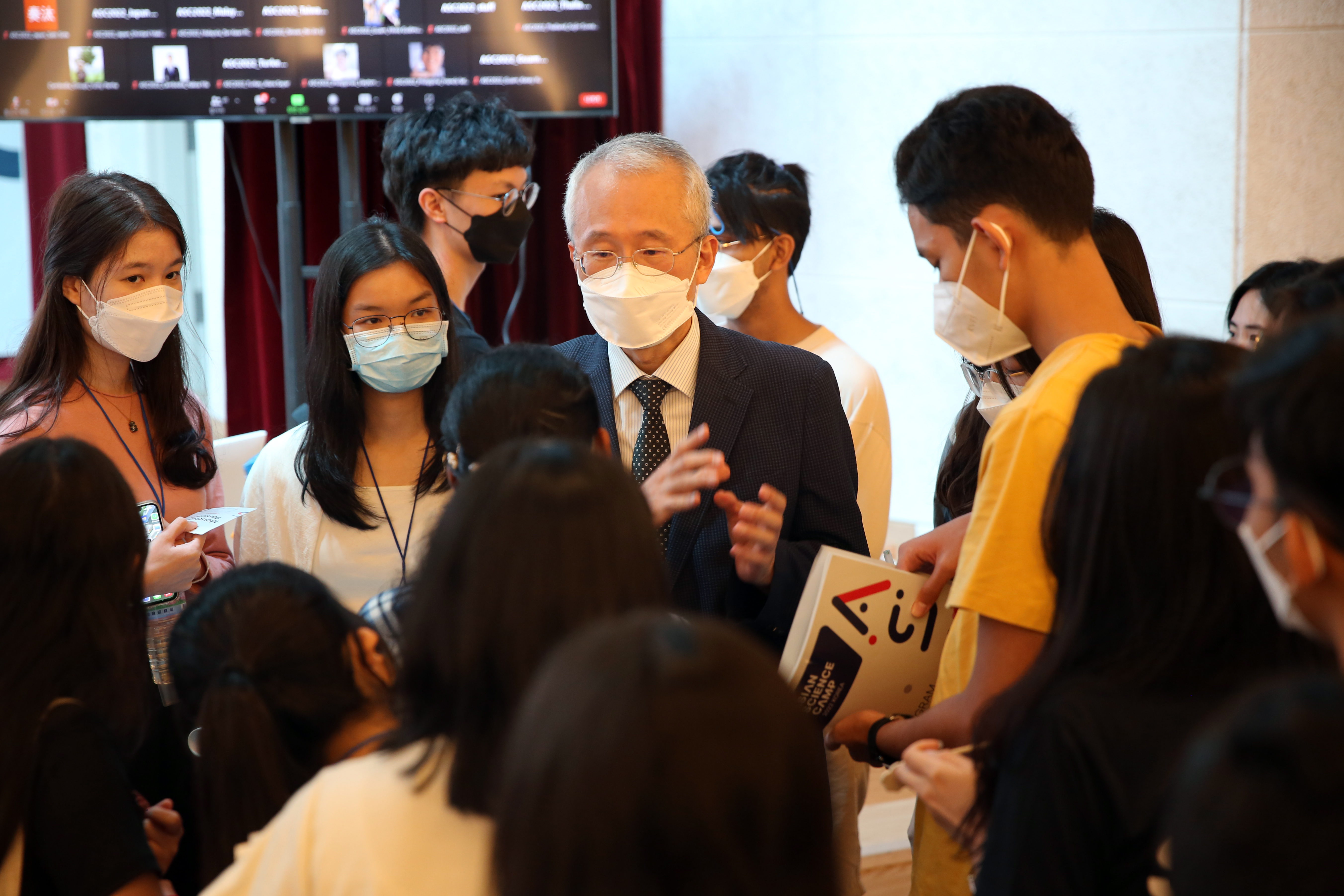
2022년 아시안 사이언스 캠프

아시안 사이언스 캠프(Asian Science Camp, ASC)는 아시아에 있는 예비 대학생과 대학생들의 창의력과 토론능력 그리고 협동 능력을 신장하기 위해 만들어진 연례 포럼 캠프이다. 제1회 아시안 사이언스 캠프는 2007년 태국에서 열렸으며, 이후 발리(2008), 쓰쿠바(2009), 뭄바이(2010), 대전(2011), 이스라엘 예루살렘(2012), 쓰쿠바(2013), 싱가포르 (2014), 그리고 2022년은 한국에서 열렸다. 이 캠프는 대만의 노벨상 수상자, Lee Yuan Tseh와 노벨상 수상자 마사토시 고바야시가 린다오에서 회의를 통해 만들어졌다. ASC는 린다우 회의 이후 모델링되었다.

## 주최국
- 2025 -  나콘랏차시마주, 태국
- 2024 - 없음
- 2023 - 없음
- 2022 -  대전광역시, 대한민국
- 2019 -  산터우시, 중화인민공화국
- 2018 -  마나도, 인도네시아
- 2017 -  Kampar, 말레이시아
- 2016 -  벵갈루루, 인도
- 2015 -  방콕, 태국
- 2014 -  싱가포르
- 2013 -  쓰쿠바시, 일본
- 2012 -  예루살렘, 이스라엘[4]
- 2011 -  대전광역시, 대한민국
- 2010 -  쓰쿠바시, 일본
- 2009 -  뭄바이, 인도
- 2008 -  발리주, 인도네시아
- 2007 -  타이베이시, 중화민국

## 같이 보기
- 제6회 아시안 사이언스 캠프
- 제14회 아시안 사이언스 캠프